# علاقات البرتغال الخارجية
ترتبط العلاقات الخارجية للبرتغال بدورها التاريخي كلاعب رئيسي في عصر الاستكشاف وبحكم سيطرتها على الإمبراطورية البرتغالية المنحلّة الآن. تُعد البرتغال دولة عضو في الاتحاد الأوروبي وعضو مؤسس في حلف شمال الأطلسي؛ وهي من المؤيدين الملتزمين للتكامل الأوروبي والعلاقات عبر الأطلسي. يشغل جواو غوميز كرافينيو حاليًا منصب وزير خارجية البرتغال.

## التاريخ
ركزت الدبلوماسية البرتغالية عبر التاريخ على الحفاظ على استقلالها، في مواجهة خطر الضم من قبل إسبانيا، والحفاظ على التحالف الإنجليزي البرتغالي، الذي نشأ رسميًا في عام 1386، ومع المملكة المتحدة كحليفة لإنجلترا، وما يزال هذا التحالف قائمًا حتى اليوم.
كانت الأهداف الأخرى ثابتة أيضًا مثل الاستقرار السياسي في شبه الجزيرة الأيبيرية، وتأكيد المصالح البرتغالية في أوروبا والمحيط الأطلسي (وفي المحيطين الهندي والهادئ خلال فترات مختلفة عبر التاريخ).

## منظمات دولية
كانت البرتغال عضوًا مؤسسًا في منظمة حلف شمال الأطلسي (1949)، ومنظمة التعاون الاقتصادي والتنمية (1961)، ومناطق التجارة الحرة في أوروبا (1960)، ولكنها غادرت الأخيرة في عام 1986 للانضمام إلى المجموعة الاقتصادية الأوروبية، والتي أصبحت فيما بعد الاتحاد الأوروبي في عام 1993. شاركت البرتغال في تأسيس البلدان الناطقة بالبرتغالية في عام 1996، وأصبحت دولة عضو في الأمم المتحدة منذ عام 1955.
كانت أولوية الولايات المتحدة والمنظمات الحكومية الدولية مثل حلف شمال الأطلسي والأمم المتحدة في الآونة الأخيرة ذات أهمية قصوى في تعزيز مكانة البرتغال على الصعيد الدولي.
استفادت البرتغال بشكل كبير من الاتحاد الأوروبي، وكانت من بين أكبر المستفيدين من توسيع الاتحاد الأوروبي في عام 1995 بين عامي 1995 و2004 (فقط خلف إسبانيا واليونان من ناحية القيمة المطلقة، وخلف أيرلندا واليونان من ناحية نصيب الفرد). تعد البرتغال من أنصار التكامل الأوروبي، وتولت رئاسة الاتحاد الأوروبي للمرة الثانية خلال النصف الأول من عام 2000، ومرة أخرى في النصف الثاني من عام 2007. استغلت البرتغال فترة رئاستها لبدء حوار بين الاتحاد الأوروبي وأفريقيا، وشرعت في اتخاذ خطوات لجعل الاقتصاد الأوروبي ديناميكيًا وتنافسيًا. بدأ تداول اليورو على أنه العملة الرسمية في البرتغال في عام 2002.
ترأس جوزيه سوكراتيس، بصفته رئيس وزراء البرتغال، الرئاسة الدورية لمجلس الاتحاد الأوروبي منذ يوليو حتى ديسمبر 2007. ركز سوكراتيس وفريقه في هذا المنصب على العلاقات بين الاتحاد الأوروبي والبرازيل (القمة الأولى بين الاتحاد الأوروبي والبرازيل) والاتحاد الأوروبي والاتحاد الأفريقي (قمة أفريقيا والاتحاد الأوروبي عام 2007)، وكذلك في الموافقة على معاهدة لشبونة.
كانت البرتغال عضوًا مؤسسًا في حلف شمال الأطلسي، وهي عضو نشط فيه، ويتمثل نشاطها، على سبيل المثال، في المساهمة بوحدات كبيرة نسبيًا في قوات حفظ السلام في البلقان. اقترحت البرتغال أيضًا إنشاء مجموعة البلدان الناطقة بالبرتغالية لتحسين علاقاتها مع الدول الأخرى الناطقة بالبرتغالية. شاركت أيضًا، إلى جانب إسبانيا، في سلسلة من مؤتمرات القمة الأيبيرية الأمريكية، وتولت رئاسة منظمة الأمن والتعاون في أوروبا لعام 2002، وكان الرئيس آنذاك هو وزير الخارجية البرتغالي أنطونيو مارتينز دا كروز.

## النزاعات
تطالب البرتغال بإقليم أولايفينزا المتنازع عليه على الحدود بين البرتغال وإسبانيا.